# Клейбёкер, Карин
Мейскелина Катарина Анна "Карин" Клейбёкер (нидерл. Meiskelina Catharina Anna "Carien" Kleibeuker; 12 марта 1978, Роттердам, Нидерланды) — нидерландская конькобежка, участница Олимпийских игр 2006 года, бронзовый призёр зимних Олимпийских игр 2014 года, серебряный призёр чемпионата мира 2015 года, 4-кратная чемпион Нидерландов, 5-кратная призёр.

## Биография
Карин Клейбёкер родилась в Роттердаме, но из-за работы её отца в продуктовых компаниях жила в Гамбурге и Леувардене до 1988 года. Она начала кататься на коньках в небольшой деревне Гутум в Леувардене в возрасте 8 лет, наблюдая за марафоном Элфстедентохт, протяжённостью 200 км. Карин пошла в местный клуб шорт-трека, а летом играла в теннис и на пианино. С 1988 года вместе с родителями переехала в Эйндховен, где жили рядом с ледовым катком. Там она посещала vwo, изучала физиотерапию и провела свою юность.
Только в 1996 году она стала профессионально заниматься конькобежным спортом, внезапно она прошла квалификацию на национальные соревнования и стала более мотивированной. Тренировалась три раза в неделю под руководством Лууда Аугустинуса в Гааге. В 1997 году дебютировала на чемпионате Нидерландов и заняла 8-е место в забеге на 3000 м. Уже в 2000 году на дистанции 5000 метров выиграла бронзовую медаль и дебютировала на чемпионате мира на отдельных дистанциях в Нагано, заняв 4-е место в забеге на 5000 метров.
После она присоединилась одной из двух основных команд под руководством Ингрид Паул и переехала в Херенвен. В декабре 2001 года Клейбёкер не смогла пройти олимпийскую квалификацию в сборную, заняв 5-е место на дистанции 5000 метров и в следующем сезоне она была возвращена в тренировочную команду. Она прекратила кататься в середине сезона и вернулась к изучению физиотерапии в Гронингене. Летом 2003 года её пригласили присоединиться к новой марафонской команде "Nicolai-Lourens & Tabak".
Карин стала приличной конькобежкой-марафонкой, заняла 2-е место на национальном чемпионате, регулярно поднималась на пьедестал почета и даже выиграла несколько соревнований. Летом 2005 года она поехала в тренировочный лагерь в Хамар и тренер Джиллерт Анема расписал ей план тренировок. После чего в сезоне 2005/06 выиграла впервые чемпионат Нидерландов в забеге на 5000 метров, прошла отбор на Кубок мира и на олимпиаду 2006 года на дистанции 5000 метров.
На зимних Олимпийских играх в Турине в феврале 2006 года Карин заняла только 10-е место в забеге на 5000 метров. Кроме того, за день до своей гонки она стала свидетелем попытки подкупа со стороны команды Греты Смит, которая пыталась купить стартовый билет (за 50 000 евро и автомобиль) у польки Катажины Вуйчицкой. Только в 2010 году комитет Лорбаха пролил свет на скандал, а также впервые рассказал Карин её историю. 
В сезоне 2006/07 заняла 3-е место на чемпионате Нидерландов на дистанции 5000 метров, а 31 июля объявила о завершении карьеры и стала работать врачом-физиотерапевтом. В сезоне 2010/11 вернулась в марафонские забеги. Она финишировал 2-й на Вайсензее, выиграла соревнования в Алкмаре и была названа фигуристкой года в марафоне в 2013 году. На нидерландском отборочном турнире 2013 года неожиданно победила на дистанции 5000 м и квалифицировалась на Олимпиаду 2014 года, а также стала 2-й на чемпионате Нидерландов.
На зимней Олимпиаде в Сочи завоевала бронзовую медаль на 5000 м. В сезоне 2014/15 Карин подписала контракт с командой Джиллерта Анемы "Team Clafis", на лангебан и с командой "SchaatsHart" на марафон и в 2015 году вновь стала Национальным чемпионом в забеге на 5000 м. В сезоне 2015/16 на этапе Кубке мира в Солт-Лейк-Сити побила национальный рекорд 13-летней давности в забеге на 5000 м со временем 6:45,04 сек, а в Херенвене заняла 2-е место в масс-старте и на чемпионате страны вновь выиграла золото на дистанции 5000 метров. 
В феврале 2016 года на чемпионате мира на отдельных дистанциях в Коломне она завоевала серебряную медаль в забеге на 5000 метров. Через год на чемпионате мира на отдельных дистанциях в Канныне заняла 7-е место в беге на 5000 метров и 17-е в масс-старте, а также стала в 4-й раз чемпионкой Нидерландов на коронной дистанции 5000 метров. В декабре 2017 года заняла 3-е место на олимпийском отборе и не вошла в состав сборной. 
В сезоне 2018/19 перешла в команду "EasyJet" и на Национальном чемпионате стала 2-й в забеге на 5000 метров и заняла 5-е место на чемпионате мира на отдельных дистанциях в Инцелле. В декабре стала 5-й на чемпионате Нидерландов в забеге на 5000 м и в январе 2020 года завершила карьеру спортсменки в лангебане, а в феврале 2021 года ушла из марафонских дистанции.

## Обучение и работа
Карин Клейбёкер окончила в 2000 году Университет прикладных наук Фонтис в области физиотерапии, с 2001 по 2003 год обучалась в Университете прикладных наук Ханзе. С 2007 по 2009 год работала тренером по физической реабилитации, а с 2009 года стала тренером марафонской команды Тийса де Фриза. В 2012 году окончила Университет Эразма в Роттердаме со степенью магистра в области науки о здоровье, на факультете менеджмента и физиотерапии. С 2003 по 2014 год работала в медицинской компании "Vellinga Adfysio" и с 2010 по 2014 год была руководителем физиотерапевтической бригады. В 2018 году начала работать в лаборатории цифровых инноваций, которая производит продукты электронного здравоохранения. С апреля 2018 года по январь 2021 года являлась менеджером по качеству в компании "Jamzone". С апреля 2022 года по-настоящее время работает в больнице Мартина в Гронингене программным менеджером по инновациям.

## Личная жизнь
Замужем с 2008 года за Робертом Шунховеном, тренером по гольфу. В том же году у них родилась дочь Аннемейн. Живут в Херенвене.

## Награды
- 2013 год - названа лучшей фигуристкой-марафонкой в Нидерландах